# Chen Yufeng (Skilangläuferin)
Chen Yufeng (* 16. April 1963 in der Provinz Jilin) ist eine ehemalige chinesische Skilangläuferin.
Chen belegte bei den Olympischen Winterspielen 1984 in Sarajevo den 51. Platz über 5 km, den 49. Rang über 10 km und zusammen mit Dou Aixia, Tang Yuqin und Song Shiji den 12. Platz in der Staffel.